# دالاس بيكسلر
دالاس بيكسلر (بالإنجليزية: Dallas Bixler)‏ هو لاعب جمباز فني أمريكي، ولد في 17 فبراير 1910 في هتشنسون في الولايات المتحدة، وتوفي في 13 أغسطس 1990 في بوينا بارك في الولايات المتحدة.

## وصلات خارجية
- دالاس بيكسلر على موقع اللجنة الأولمبية الدولية (الإنجليزية)
- دالاس بيكسلر على موقع أوليمبيديا (الإنجليزية)